# Лелиса Десиса
Лелиса Десиса (род. 14 января 1990, Оромия) — эфиопский легкоатлет, бегун на длинные дистанции, чемпион мира 2019 года в марафоне. Выигрывал Бостонский марафон (2013 и 2015) и Нью-Йоркский марафон (2018).

## Карьера
Бронзовый призёр чемпионата мира по полумарафону 2010 года в командном зачёте, а также занял 7-е место в личном первенстве. Победитель Всеафриканских игр 2011 года в полумарафоне. Серебряный призёр Парижского полумарафона 2010 года. В 2011 году стал победителем Делийского полумарафона с личным рекордом, а также одержал победу на полумарафоне CPC Loop Den Haag с результатом 59:37. Бронзовый призёр 10-километрового пробега World 10K Bangalore 2011 года с результатом 28.13. Занял 3-е место на пробеге World's Best 10K 28.02.
25 января 2013 года стал победителем Дубайского марафона с личным рекордом 2:04.45. За победу ему вручили денежный приз в размере 200 000 долларов США.
Победитель Бостонского марафона 2013 года с результатом 2:10.22. 14 февраля 2014 года стал победителем Рас-эль-Хаймского полумарафона — 59.36. 2 ноября, в холодную и ветреную погоду занял 2-е место на Нью-Йоркском марафоне — 2:11.06.
23 января 2015 года занял 2-е место на Дубайском марафоне — 2:05.52. Участник чемпионата мира в Пекине, 7-е место на марафонской дистанции — 2:14.54.
1 ноября 2018 года выступил на Нью-Йоркском марафоне, став бронзовым призёром — 2:12.10.